# Piechota Morska Japońskiej Cesarskiej Marynarki Wojennej

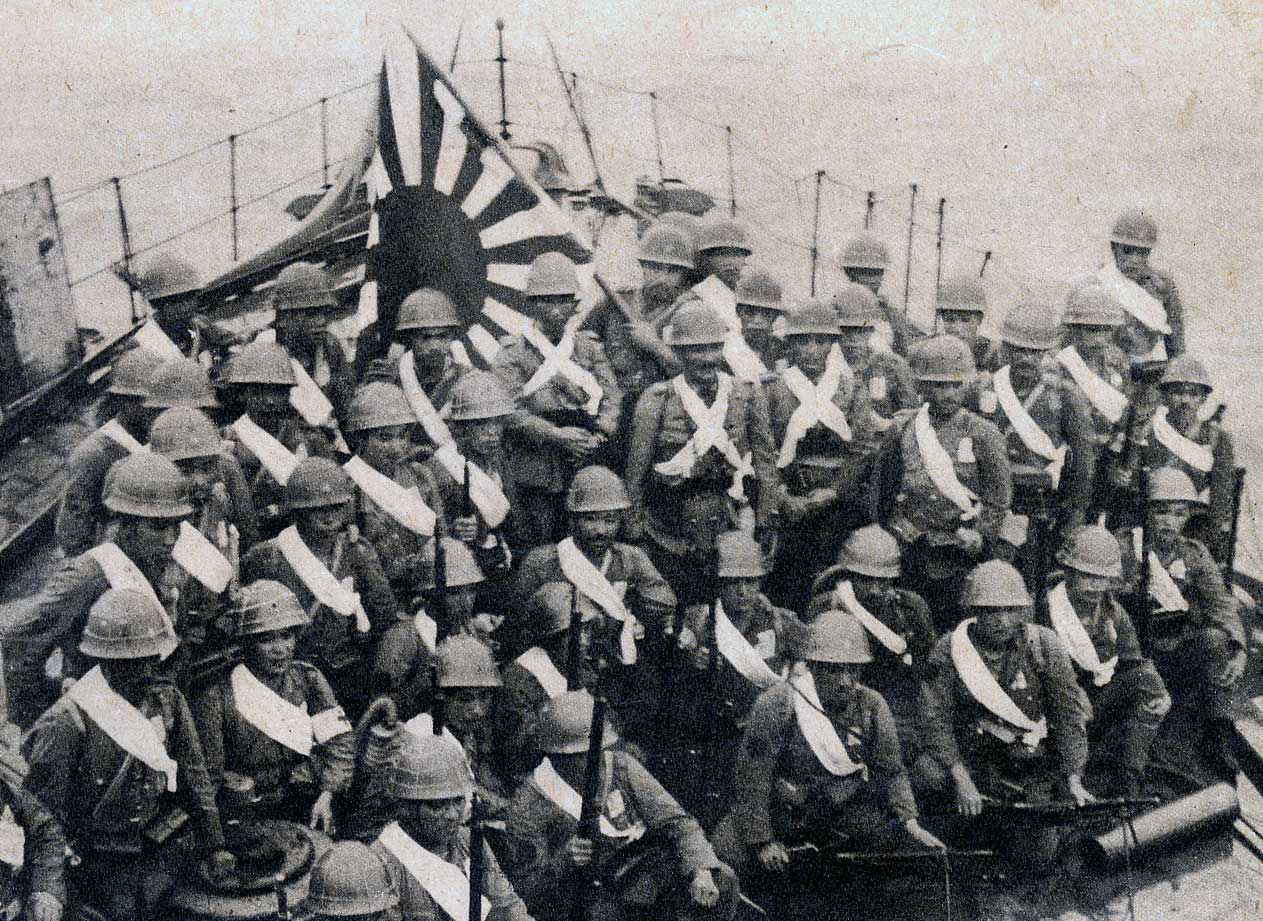
Japońska piechota morska podczas walk w Chinach w 1938 roku

Japońskie Specjalne Morskie Siły Desantowe (jap. 海軍陸戦隊 – Kaigun Rikusentai) – formacja piechoty morskiej japońskiej marynarki wojennej z okresu II wojny światowej i bezpośrednio przed nią.

## Historia
Do późnych lat 20. XX wieku japońska marynarka nie posiadała wydzielonych sił piechoty morskiej, a w patrolowaniu lub walce na brzegu brały udział – w razie potrzeby – małe pododdziały sformowane z załóg poszczególnych okrętów, odbywających w ramach treningu podstawowe przeszkolenie piechoty. Użycie takie zapoczątkowano podczas wojny rosyjsko-japońskiej w 1904 roku. W końcu lat 20. XX w. rozpoczęto formowanie stałych pułków szkieletowych (wielkości batalionu) w czterech głównych bazach CMW na terenie Japonii (od których wzięły swe nazwy: Kure, Maizuru, Sasebo i Yokosuka), a później również na zajętych obszarach Chin w Hankou i Szanghaju. Brały one udział w wojnie japońsko-chińskiej, w tym 10 maja 1938 roku doszło do dużego desantu 2000 żołnierzy z oddziałów 2. Yokosuka, 3. Kure i 7. Sasebo w Xiamen (Amoy).
W chwili przystąpienia Japonii do II wojny światowej, 7 grudnia 1941 roku istniało ogółem 16 takich oddziałów. Podczas II wojny światowej działało 25 oddziałów, w tym dwa w Chinach, oraz cztery dalsze łączone z elementów dotychczasowych. Ich liczebność wynosiła od 750 do ok. 1000 ludzi. Większe były jedynie: 1. oddział Sasebo (1600) i 2. oddział Sasebo (1400) oraz 1. i 2. oddział Kure (po 1400). Oddziały 1. i 3. Yokosuka (po 750 ludzi) przeszły szkolenie spadochronowe i w czasie wojny wykonały więcej lądowań niż 1 Dywizja Spadochronowa Armii. W odróżnieniu od amerykańskich marines, do których była często przyrównywana, japońska piechota morska nie miała odrębności organizacyjnej i operowała w mniejszych oddziałach.
Cesarska Armia Japońska również posiadała swe oddziały desantowe – brygady morsko-desantowe – w sile ok. 3500 ludzi każda; były one używane do zajmowania i obsadzania wysp w obszarze działania Armii.

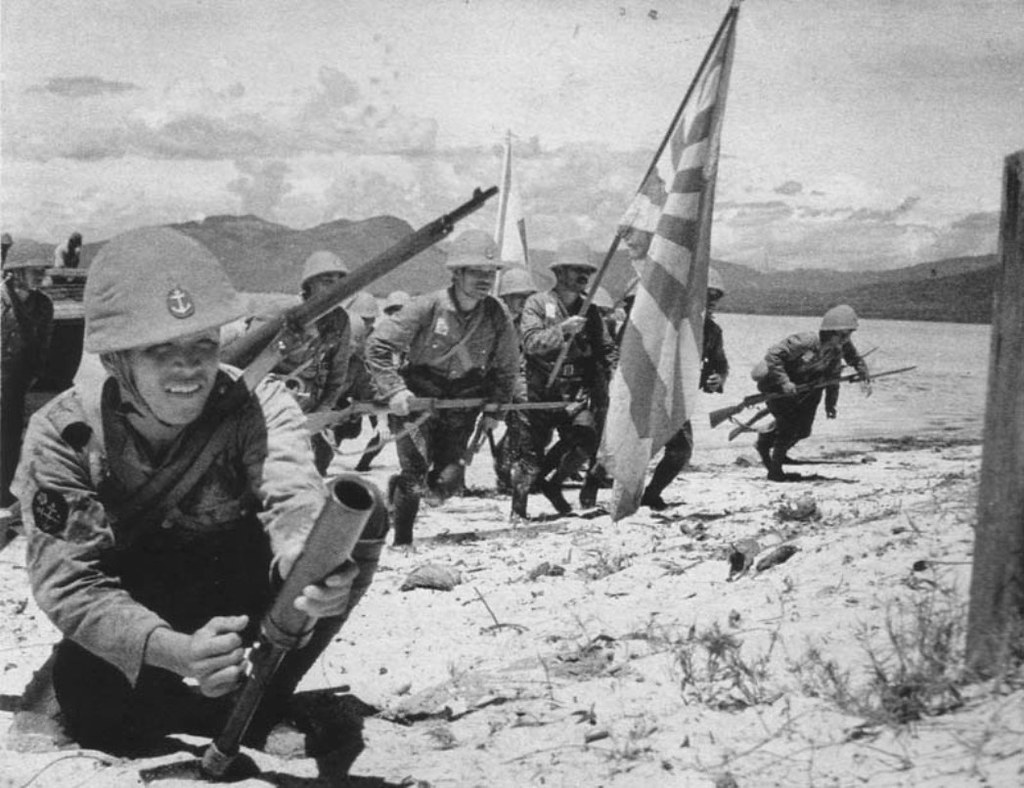
Oddział japońskiej piechoty morskiej podczas lądowania na plaży Cam Ranh w Indochinach Francuskich, 1941 rok

Gdy japońscy żołnierze piechoty morskiej napotykali na twardy opór – jak np. podczas inwazji na Timor czy bitwy w Zatoce Milne w 1942 roku, ponosili znaczne straty, co wiązało się z poczuciem honoru i pogardą dla śmierci, wywodzącymi się z kodeksu bushidō; gdy np. zabrakło im amunicji rzucali się na przeciwnika z mieczami samurajskimi, bagnetami, a nawet nożami. Byli też odpowiedzialni za liczne zbrodnie wojenne, szczególnie podczas obrony Manili w czasie amerykańskiej inwazji na Filipiny w 1944 roku.
Ich najsłynniejsza i najkrwawsza bitwa stoczona została przez liczący 1500 żołnierzy 7 Pułk Sasebo (+ 1000 personelu bazy) podczas obrony atolu Tarawa w listopadzie 1943 roku, kiedy to swoją śmierć okupili ponad trzema tysiącami zabitych i rannych Amerykanów.
Początkowo, podczas incydentu szanghajskiego w Chinach w 1932 roku, japońscy żołnierze piechoty morskiej nosili mundury marynarskie: granatowe lub białe letnie. Od 1933 roku zaadaptowano mundury polowe podobne do armijnych, lecz w kolorze zieleni morskiej. Od 1939 roku używano hełmów Marynarki Typ 2, a następnie Typ 3; zbliżonych do armijnych, lecz zamiast gwiazdy z przodu miały wyobrażenie kotwicy.